# Hazan
Hazan (en hebreu חַזָּן, 'ħazzān'; en jiddisch: khazn; en judeocastellà: hassan) és el nom de la persona que guia els cants a la sinagoga. A més de cantar, porta l'ordre dels resos i canta els cants litúrgics com els piyutim, pizmonim, bakashot, i les zemirot. És per tant, un músic i un clergue jueu que ajuda a la congregació en la pregària jueva.

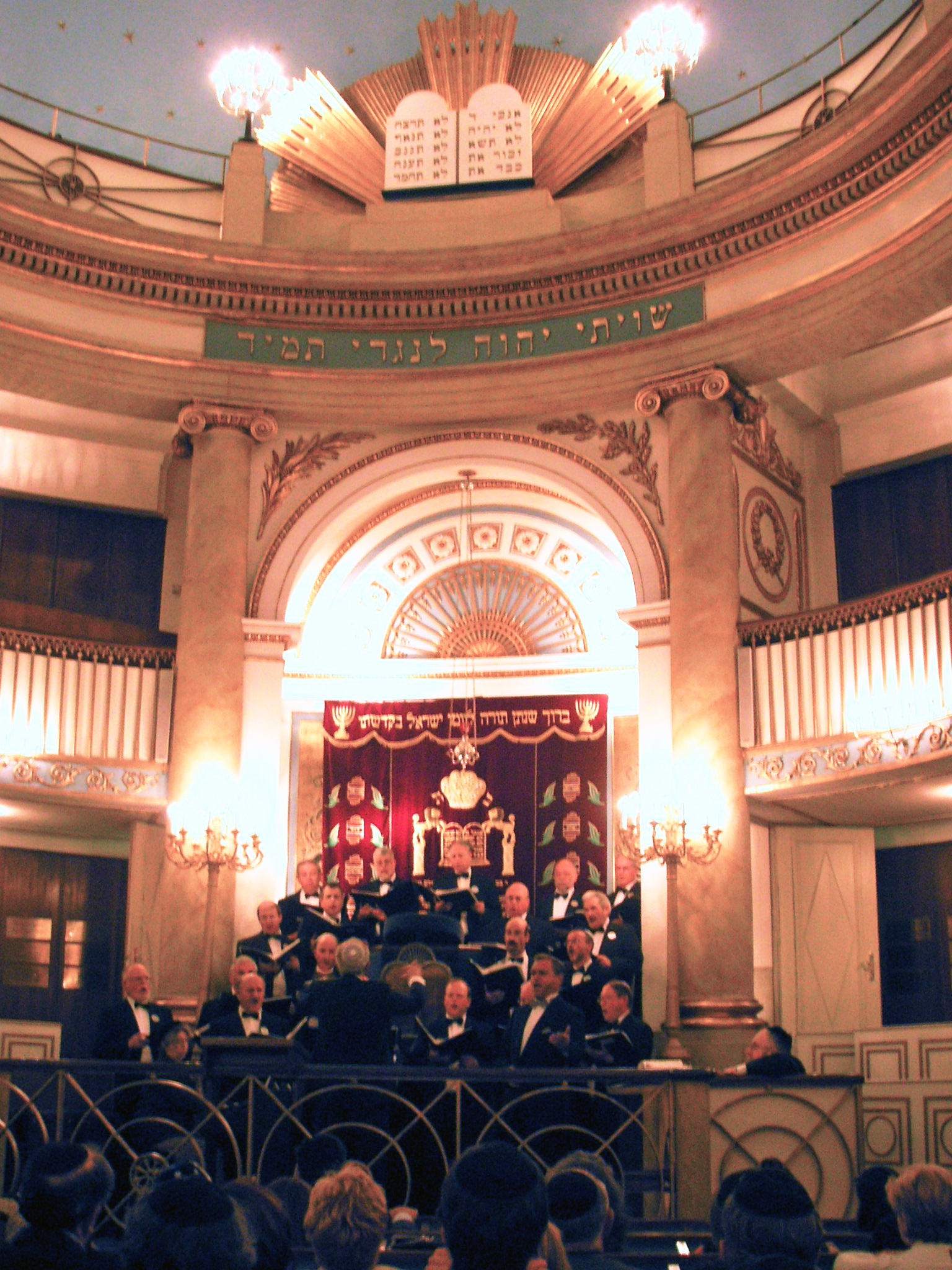
Cantor-concert a la sinagoga de Viena Stadttempel

| Amar Rabbi Elazar                                                    |
|                                                                      |
| El hazan Meyer Kanewsky l'any 1919 en el passatge Berakhot (Talmud). |
|                                                                      |

## Xalíah Tsibbur
La persona que dirigeix la congregació en les pregàries públiques rep el nom de xalíah tsibbur (que en hebreu vol dir emissari jueu legal de la congregació. La llei jueva (halacà) restringeix aquest paper a un jueu adult.
Hi ha moltes regles sobre com un hazan ha de prestar els seus serveis, però en les fonts rabíniques clàssiques no està previst que rebi una remuneració.
Encara que tradicionalment un hazan sempre era de sexe masculí, actualment també ho pot ser una dona en tots els tipus de judaisme escepte en el judaisme ortodox.

## Estatus professional
El paper dels hazzanim (plural en hebreu de hazzan) com una professió respectada a temps complet ha esdevingut una realitat en els segles propers. Després del període de la Il·lustració, quan les accions europees van donar plena ciutadania i drets civils als jueus, els hazzanim van ser acceptats pels governs com a clergues de la mateixa manera que van acceptar els rabins. En els Estats Units, els hazzanim també oficiaven matrimonis.
El curriculum dels estudiants inclou, però no es limita a:
- Llengua hebrea: modern, bíblic (Torà) i litúrgic (Siddur)
- Nusach (tradició litúrgica)
- Lleis i tradicions pertanyent al servei de pregària jueva
- Història i contingut del siddur
- Teoria de la música
- Tocar un instrument, ormalment el piano o la guitarra
- Tècnica del cant
- Cantil·lació
- Direcció de cors
- Història jueva
- Tanakh (Bíblia jueva)
- Història de la música jueva
- Ocupació pastoral i consells
- Teologia

## Bibliogràfia
- «Cantor and cantorial music». A: Geoffrey Wigoder. The New Encyclopedia of Judaism.  New York University Press, 2002. ISBN 0-8147-9388-6.